# Teoría del funcional de la densidad tiempo-dependiente
La teoría del funcional de la densidad tiempo-dependiente o TDDFT es una ampliación de la Teoría del Funcional de la Densidad para tratar sistemas excitados o sistemas sometidos a la acción de potenciales dependientes del tiempo.

## Historia
Después del surgimiento de la Teoría del Funcional de la Densidad, empezaron a aparecer algunos trabajos donde se aplicaba la idea de una ampliación de la DFT para el caso en que se tiene una dependencia temporal de las funcionales(ente central en la teoría de la funcional densidad). Algunas eran simplemente aplicaciones y en otros casos, generalizaciones de DFT bajo condiciones limitadas.
En 1984 Runge y Gross publican la generalización del teorema de Hohenberg y Kohn para el caso dependiente del tiempo, bajo condiciones suficientemente generales. Lo que sienta las bases para el desarrollo y la aplicación de la TDDFT.

## Formulación
Las base teórica para la Teoría del funcional de la densidad tiempo-dependiente es el teorema de Runge-Gross, que establece que hay una relación uno a uno entre la densidad tiempo-dependiente {\displaystyle \rho \left({\vec {r}},t\right)} y el potencial externo de un cuerpo {\displaystyle v_{\rm {ext}}\left({\vec {r}},t\right)} para un estado inicial dado.
Al igual que en el caso  estático la ecuación fundamental de esta teoría es el hamiltoniano de una sola partícula, en este caso tiempo-dependiente, cuyo potencial depende de la densidad electrónica que es generada por los orbitales de este.
{\displaystyle i{\frac {\partial \psi _{j}\left({\vec {r}},t\right)}{\partial {t}}}=\left\{-{\frac {\nabla ^{2}}{2}}+v_{\rm {KS}}\left({\vec {r}},t\right)\right\}\psi _{j}\left({\vec {r}},t\right)}
{\displaystyle \rho \left({\vec {r}},t\right)=\sum _{j}^{N/2}\left|\psi _{j}\left({\vec {r}},t\right)\right|^{2}}
En algunos casos estas ecuaciones son resueltas directamente, pero muchas veces se prefieren formulaciones derivadas que son más sencillas de aplicar.

### Respuesta lineal
Una de las formulaciones más comunes de la TDDFT es en el régimen de respuesta lineal, donde se estudia la reacción de un sistema a un campo externo tiempo dependiente de baja intensidad.

#### Formulación de Casida
En el que se expresan las ecuaciones de TDDFT como un problema de autovalores cuyos valores propios son las energías de excitación del sistema. Esta formulación es muy utilizada en química ya que permite de manera simple obtener las excitaciones de moléculas.

## Aplicaciones
Muchos fenómenos físicos a nivel electrónico pueden ser descritos mediante potenciales tiempo-dependientes. Por ejemplo:
- La luz o la radiación electromagnética es un campo electromagnético que oscila en el tiempo.
- Un protón u otra partícula cargada en movimiento genera un potencial electromagnético que varía en el tiempo de acuerdo a la velocidad de la partícula.
- El movimiento de los núcleos que componen una molécula o un sólido hace que los electrones estén sometidos a un potencial que varía en el tiempo.

En principio el estudio de estos sistemas requiere la solución de la Ecuación de Schrödinger tiempo dependiente, en el caso de sistemas compuestos por muchos electrones, esta tarea es demasiado compleja, por lo que se requieren métodos alternativos.

### Sistemas finitos
Para el caso de moléculas, cúmulos y sistemas finitos en general las propiedades predichas por TDDFT son bastante precisas. Lo que sumado a su bajo costo computacional (con respecto a otros métodos), ha facilitado su adopción tanto en la química como en las áreas de la física de la materia condensada en las que se estudian este tipo de sistemas.
Actualmente, el cálculo de propiedades sobre la base de la TDDFT está disponible en la mayoría de los paquetes de Química computacional.

### Sistemas extensos
En sólidos y sistemas extensos, las actuales aproximaciones de la teoría del funcional de la densidad tiempo-revoluciones por minuto no funcionan bien, por lo que para estos sistemas se prefieren metodologías basadas en la Teoría cuántica de muchos cuerpos. Sin embargo, hay mucho interese en mejorar las aproximaciones de TDDFT para sólidos y grandes avances se han hecho en el último tiempo.
- Datos: Q4120992